# Диковинная птица

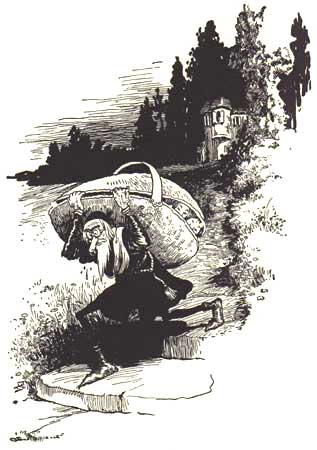
Волшебник, несущий короб с двумя сёстрами (иллюстрация Джонни Груэля, 1914)

«Диковинная птица» (нем. Fitchers Vogel) — сказка братьев Гримм о младшей сестре, которая сумела совладать с ужасным волшебником, похищающем красивых девушек. В сборнике сказок братьев Гримм находится под номером 46, по системе классификации сказочных сюжетов Aарне-Томпсона имеет номер 311: "героиня спасает себя и своих сестёр".

## Сюжет
Сказка описывает, как страшный волшебник, живущий в лесу и неравнодушный к красавицам, переодеваясь нищим, одну за другой похищал трёх прекрасных дочерей некоего человека, сажая их в огромный короб за спиной. Каждая девушка получала ключ от запретной двери и яйцо. Старшая и средняя сёстры, когда маг отсутствовал, не сдержав своего любопытства, поочерёдно отпирали запретную дверь, за которой видели таз крови и части человеческих тел. В этот момент яйцо выскакивало у них из рук в таз, и покрывалось несмываемыми кровавыми пятнами, по которым волшебник распознавал, что его запрет нарушался. Обе девушки поплатились жизнью, будучи разрублены магом на куски в той же запретной комнате.
Их младшая сестра оказалась поумнее и похитрее, когда маг отсутствовал, она сначала хорошенько спрятала волшебное яйцо, а затем отомкнула запретную комнату, где увидела части тел своих сестёр. Будучи сложенными вместе, части тел срослись, и сёстры ожили. Когда волшебник вернулся и не увидел на яйце следов крови, то пожелал взять девушку замуж, поскольку решил, что она прошла испытание. Из-за своего решения маг обязан был выполнять все требования будущей супруги. Невеста же требует, чтобы, пока она будет готовить свадебный пир, волшебник доставил её родителям полный короб золота. А под золотом на дне короба девушка тайно спрятала своих сестёр, наказав им выслать подмогу, как только те окажутся дома.
Пока волшебник тащит короб с девицами, их младшая сестра зовёт на пиршество друзей волшебника, затем украшает череп, который выставляет на обозрение в чердачное окно. Сама же залезает в бочку мёда и до неузнаваемости выкатывается в перьях из вспоротой перины. В таком виде, в качестве «диковинной птицы», она стала встречать свадебных гостей, и показывать им на оскаленный череп в окошке как на будущую невесту. Тем временем её сёстры собирают родню для облавы на колдовской притон. Едва возвращается жених-волшебник, двери дома накрепко запираются снаружи, чтобы никто не ушёл живым, и дом сжигается дотла.